# Operační program Podnikání a inovace pro konkurenceschopnost
Operační program Podnikání a inovace pro konkurenceschopnost (OPPIK) je jedním z operačních programů, díky kterým může Česká republika v období 2014–2020 čerpat peníze ze strukturálních fondů EU. OPPIK je určen zejména pro podporu investičních projektů českých podnikatelů, dotaci ovšem mohou získat i subjekty státní správy, případně i města a obce. Důraz je kladen především na projekty malých a středních podnikatelů, preferovány jsou oblasti výzkumu a vývoje, úspory energie a ICT. Celkový rozpočet programu dosahuje výše 4,3 mld. EUR (117 mld. Kč). OPPIK spadá pod působnost Ministerstva průmyslu a obchodu, administrativu ovšem vykonává jemu podřízená Agentura pro podnikání a inovace.

## Historie
OPPIK tematicky navazuje na Operační program Podnikání a inovace (OPPI), jenž sloužil k podpoře investic podnikatelských subjektů v období 2007–2013. Odborníky na dotace byl OPPI v kontextu problémů ostatních programů označen za jeden z mála skutečně fungujících operačních programů. Jednotlivé podprogramy OPPI zvládly mezi české subjekty rozdělit přibližně 92 mld. Kč.

## Formování programu
OPPIK vznikl z velké části v letech 2013 a 2014, přičemž k definitivnímu schválení programu ze strany Evropské komise došlo v dubnu 2015. Oproti ostatním operačním programům celková alokace programu pro podporu podnikání narostla. Česká republika se ovšem při vyjednávání podoby OPPIK musela smířit s požadavkem Evropské komise na snížení maximální možné veřejné podpory většiny projektů o 15 procent.
| Maximální míra podpory | OPPI 2007–2013 | OPPIK 2014–2020 |
| ---------------------- | -------------- | --------------- |
| Malý podnik            | 60 %           | 45 %            |
| Střední podnik         | 50 %           | 35 %            |
| Velký podnik           | 40 %           | 25 %            |

## Podporované oblasti
Vnitřní architekturu programu tvoří čtyři prioritní osy, které jsou dále rozděleny do 25 programů podpory.
| I. prioritní osa (PO1)   | Rozvoj výzkumu a vývoje pro inovace |
| II. prioritní osa (PO2)  | Rozvoj podnikání a konkurenceschopnosti malých a středních podniků |
| III. prioritní osa (PO3) | Účinné nakládání energií, rozvoj energetické infrastruktury a obnovitelných zdrojů energie, podpora zavádění nových technologií v oblasti nakládání energií a druhotných surovin |
| IV. prioritní osa (PO4)  | Rozvoj vysokorychlostních přístupových sítí k internetu a informačních a komunikačních technologií                                                                               |

V rámci OPPIK je možné žádat o podporu v následujících programech podpory:
- PO1: Inovace, Potenciál, Pre-Commercial public procurement, Proof-of-concept, Aplikovaný výzkum (TIP2), Partnerství znalostního transferu, Spolupráce, Služby infrastruktury, Inovační vouchery
- PO2: Technologie, Progres, Poradenství 1, Poradenství 2, Rizikový kapitál, Marketing, Nemovitosti, Školící střediska
- PO3: Obnovitelné zdroje energie, Úspory energie, Smart Grids I, Nízkouhlíkové technologie, Úspory energie v SZT, Smart Grids II
- PO4: Vysokorychlostní internet, ICT a sdílené služby[8]

Inovace - Zajištění ochrany průmyslového vlastnictví ve formě patentů v ČR a zahraničí, užitných vzorů v ČR a zahraničí, průmyslových vzorů v zahraničí a ochranných známek v zahraničí.

## Cesta k dotaci
Podmínky k získání dotace jsou definovány v jednotlivých programech podpory a upravuje je i textace konkrétní výzvy k podání žádostí.
Obecný postup lze přiblížit následovně:
Na počátku je vhodné vytvořit kvalitní podnikatelský záměr. Žadatel o dotaci se musí zorientovat v možnostech podpory svého projektu a nalézt vhodný dotační titul. Po vybrání dotačního programu je nutné založit účet v elektronickém systému MS 2014+, jenž slouží k administraci celého dotačního projektu. Po vypsání výzvy musí uchazeč vyplnit registrační žádost, kterou posléze následuje podání plné žádosti, jejíž součástí je mimo jiné podnikatelský záměr. Agentura pro podnikání a inovace (API) po uplynutí lhůty k podání žádosti všechny doručené dokumenty vyhodnotí. Pokud je projekt schválen, předá všechny materiály Ministerstvu průmyslu a obchodu k úřednímu udělení dotace. Příjemce dotace může v té době již pracovat na svém projektu. Během jeho realizace dochází ze strany správních orgánů k monitorování prací. Dotace je ve většině případů proplacena až zpětně.

## Navazující program
V programovém období 2021+ navazuje na tento OP PIK nový program pod názvem OP TAK (Technologie a aplikace pro konkurenceschopnost).